# Liste der Kirchen im Bistum Osnabrück
Die Liste der Kirchen Bistum Osnabrück zeigt die katholischen Kirchen und Kapellen im Bistum Osnabrück an.

## Liste

### Dekanat Grafschaft Bentheim
| Bild                                                 | Kirche                                | Ort          | Pfarreiengemeinschaft               | Dekanat             | Bemerkungen                                                                     |
| ---------------------------------------------------- | ------------------------------------- | ------------ | ----------------------------------- | ------------------- | ------------------------------------------------------------------------------- |
| Kath. Kirche Mariä Himmelfahrt 2014                  | Mariä Himmelfahrt                     | Neuenhaus    | Neuenhaus-Emlichheim-Hoogstede-Laar | Grafschaft Bentheim |                                                                                 |
| Kirchenkapelle St. Antonius                          | St. Antonius von Padua                | Uelsen       | Neuenhaus-Emlichheim-Hoogstede-Laar | Grafschaft Bentheim | Filialkirche Mariä Himmelfahrt                                                  |
| Kirchenkapelle St. Johannes der Täufer               | St. Johannes der Täufer               | Veldhausen   | Neuenhaus-Emlichheim-Hoogstede-Laar | Grafschaft Bentheim | Filialkirche Mariä Himmelfahrt                                                  |
| Kath. Kirche St. Joseph Emlichheim                   | St. Joseph                            | Emlichheim   | Neuenhaus-Emlichheim-Hoogstede-Laar | Grafschaft Bentheim |                                                                                 |
| Kath. Kirche St. Bonifatius in Hoogstede             | St. Bonifatius                        | Hoogstede    | Neuenhaus-Emlichheim-Hoogstede-Laar | Grafschaft Bentheim |                                                                                 |
| St. Antonius von Padua in Laar                       | St. Antonius von Padua                | Laar         | Neuenhaus-Emlichheim-Hoogstede-Laar | Grafschaft Bentheim |                                                                                 |
| Kath. Stadtkirche St. Augustinus                     | St. Augustinus                        | Nordhorn     |                                     | Grafschaft Bentheim |                                                                                 |
| St. Ludgerus in Klausheide (hinten links)            | St. Ludgerus                          | Klausheide   |                                     | Grafschaft Bentheim | Filialkirche St. Augustinus, 2009 entwidmet, 2011 abgerissen                    |
| St. Josef Nordhorn                                   | St. Josef                             | Nordhorn     |                                     | Grafschaft Bentheim | Filialkirche St. Augustinus                                                     |
| St. Marien in Nordhorn                               | St. Marien                            | Nordhorn     |                                     | Grafschaft Bentheim | Filialkirche St. Augustinus                                                     |
| St. Elisabeth in Nordhorn                            | St. Elisabeth                         | Nordhorn     |                                     | Grafschaft Bentheim | Filialkirche St. Augustinus                                                     |
| St. Marien in Brandlecht                             | Unbefleckte Empfängnis Mariens        | Brandlecht   |                                     | Grafschaft Bentheim | Filialkirche St. Augustinus                                                     |
| Mariä Verkündigung in Schüttorf                      | Mariä Verkündigung                    | Schüttorf    | Bad Bentheim-Schüttorf              | Grafschaft Bentheim |                                                                                 |
| Kath. Kirche St. Johannes der Täufer in Bad Bentheim | St. Johannes der Täufer               | Bad Bentheim | Bad Bentheim-Schüttorf              | Grafschaft Bentheim |                                                                                 |
| Klosterkirche in Bardel                              | Klosterkirche Bardel                  | Bardel       |                                     | Grafschaft Bentheim |                                                                                 |
|                                                      | St. Anna                              | Gildehaus    | Bad Bentheim-Schüttorf              | Grafschaft Bentheim | Filialkirche St. Johannes der Täufer                                            |
| St. Antonius in Lohne                                | St. Antonius Abt                      | Lohne        | Wietmarschen                        | Grafschaft Bentheim |                                                                                 |
| St. Johannes Apostel in Wietmarschen                 | Wallfahrtskirche St. Johannes Apostel | Wietmarschen | Wietmarschen                        | Grafschaft Bentheim |                                                                                 |
| Hl. Kreuz in Füchtenfeld                             | Heilig Kreuz                          | Füchtenfeld  | Wietmarschen                        | Grafschaft Bentheim | Filialkirche St. Johannes Apostel, Juni 2010 entwidmet, Oktober 2010 abgerissen |

### Dekanat Bremen
| Bild                                                  | Kirche                   | Ort                           | Pfarreiengemeinschaft | Dekanat | Bemerkungen                            |
| ----------------------------------------------------- | ------------------------ | ----------------------------- | --------------------- | ------- | -------------------------------------- |
|                                                       | St. Johann               | Bremen                        |                       | Bremen  | Pfarrkirche Propstei St. Johann        |
| St. Elisabeth in Bremen-Hastedt                       | St. Elisabeth            | Bremen-Hastedt                |                       | Bremen  | Gemeindekirche Propstei St. Johann     |
| St. Pius in Bremen-Huchting                           | St. Pius                 | Bremen-Huchting               |                       | Bremen  | Pfarrkirche St. Franziskus             |
| Herz-Jesu-Kirche in Bremen-Neustadt                   | Herz Jesu                | Bremen-Neustadt               |                       | Bremen  | Gemeindekirche St. Franziskus          |
| St. Benedikt in Bremen-Woltmershausen                 | St. Benedikt             | Bremen-Woltmershausen         |                       | Bremen  | Gemeindekirche St. Franziskus          |
| St. Hildegard in Bremen-Obervieland                   | St. Hildegard            | Bremen-Obervieland            |                       | Bremen  | Gemeindekirche St. Franziskus          |
|                                                       | St. Ursula               | Bremen-Schwachhausen          |                       | Bremen  | Pfarrkirche St. Katharina von Siena    |
| St. Georg in Bremen-Horn-Lehe                         | St. Georg                | Bremen-Horn-Lehe              |                       | Bremen  | Gemeindekirche St. Katharina von Siena |
| Kapelle des St. Joseph-Stifts in Bremen-Schwachhausen | Kapelle St. Joseph-Stift | Bremen-Schwachhausen          |                       | Bremen  | Außenstation St. Katharina von Siena   |
| St. Marien in Bremen-Walle                            | St. Marien               | Bremen-Walle                  |                       | Bremen  |                                        |
| St. Bonifatius in Bremen-Findorff                     | St. Bonifatius           | Bremen-Findorff               |                       | Bremen  | Gemeindekirche St. Marien              |
| St. Josef in Bremen-Oslebshausen                      | St. Josef                | Bremen-Oslebshausen           |                       | Bremen  | Gemeindekirche St. Marien              |
| St. Nikolaus in Bremen-Gröpelingen                    | St. Nikolaus             | Bremen-Gröpelingen            |                       | Bremen  | Gemeindekirche St. Marien              |
| St. Hedwig in Bremen-Neue Vahr                        | St. Hedwig               | Bremen-Neue Vahr              |                       | Bremen  | Pfarrkirche St. Raphael                |
| St. Antonius in Bremen-Osterholz                      | St. Antonius von Padua   | Bremen-Osterholz              |                       | Bremen  | Gemeindekirche St. Raphael             |
|                                                       | St. Godehard             | Bremen-Hemelingen             |                       | Bremen  | Gemeindekirche St. Raphael             |
| St. Thomas in Bremen-Ellenerbrok-Schevemoor           | St. Thomas von Aquin     | Bremen-Ellenerbrok-Schevemoor |                       | Bremen  | Gemeindekirche St. Raphael             |
| St. Laurentius in Bremen-Gartenstadt Vahr             | St.-Laurentius-Kapelle   | Bremen-Gartenstadt Vahr       |                       | Bremen  | Außenstation St. Raphael               |
| St. Barbara in Bremen-Mahndorf                        | St. Barbara              | Bremen-Mahndorf               |                       | Bremen  | Außenstation St. Raphael               |

### Dekanat Emsland-Nord
| Bild                                               | Kirche                                   | Ort                        | Pfarreiengemeinschaft                                              | Dekanat      | Bemerkungen                 |
| -------------------------------------------------- | ---------------------------------------- | -------------------------- | ------------------------------------------------------------------ | ------------ | --------------------------- |
|                                                    | St. Amandus                              | Aschendorf                 | Aschendorf-Rhede                                                   | Emsland-Nord |                             |
|                                                    | Herz-Jesu-Kirche                         | Lehe                       | Aschendorf-Rhede                                                   | Emsland-Nord |                             |
|                                                    | Maria vom Herzen Jesu                    | Neulehe                    | Aschendorf-Rhede                                                   | Emsland-Nord |                             |
| St. Nikolaus in Rhede                              | St. Nikolaus                             | Rhede                      | Aschendorf-Rhede                                                   | Emsland-Nord |                             |
| St. Bernhard in Brual                              | St. Bernhard                             | Rhede-Brual                | Aschendorf-Rhede                                                   | Emsland-Nord |                             |
|                                                    | St. Hedwig                               | Rhede-Brual                | Aschendorf-Rhede                                                   | Emsland-Nord | Außenstation St. Bernhard   |
| St. Joseph in Neurhede                             | St. Joseph                               | Rhede-Neurhede             | Aschendorf-Rhede                                                   | Emsland-Nord |                             |
| Herz Jesu Kirche, Börger · St. Jodocus in Börger   | St. Jodocus                              | Börger                     | St. Barbara                                                        | Emsland-Nord |                             |
|                                                    | Herz-Jesu-Kirche                         | Neubörger                  | St. Barbara                                                        | Emsland-Nord |                             |
|                                                    | St. Johannes der Täufer                  | Surwold-Börgermoor         | St. Barbara                                                        | Emsland-Nord |                             |
| St. Josef in Börgerwald                            | St. Josef                                | Surwold-Börgerwald         | St. Barbara                                                        | Emsland-Nord |                             |
| St. Vitus in Dörpen                                | St. Vitus                                | Dörpen                     | Dörpen-Dersum-Heede                                                | Emsland-Nord |                             |
| St. Antonius in Dersum                             | St. Antonius                             | Dersum                     | Dörpen-Dersum-Heede                                                | Emsland-Nord |                             |
| St. Michaelis in Neudersum                         | St. Michaelis                            | Dersum-Neudersum           | Dörpen-Dersum-Heede                                                | Emsland-Nord | Filialkirche St. Antonius   |
| St. Petrus in Ketten in Heede                      | St. Petrus in Ketten                     | Heede                      | Dörpen-Dersum-Heede                                                | Emsland-Nord |                             |
| Marienkirche in Heede                              | Marienkirche                             | Heede                      | Dörpen-Dersum-Heede                                                | Emsland-Nord | Gebetsstätte Heede          |
| St. Johannes der Täufer in Esterwegen              | St. Johannes der Täufer                  | Esterwegen                 | Esterwegen-Breddenberg-Bockhorst/Neuburlage-Gehlenberg-Hilkenbrook | Emsland-Nord |                             |
| St. Marien in Bockhorst                            | Maria von der immerwährenden Hilfe       | Bockhorst-Neuburlage       | Esterwegen-Breddenberg-Bockhorst/Neuburlage-Gehlenberg-Hilkenbrook | Emsland-Nord |                             |
| St. Michael, Breddenberg                           | St. Michael                              | Breddenberg                | Esterwegen-Breddenberg-Bockhorst/Neuburlage-Gehlenberg-Hilkenbrook | Emsland-Nord |                             |
| St. Prosper in Gehlenberg                          | St. Prosper                              | Friesoythe-Gehlenberg      | Esterwegen-Breddenberg-Bockhorst/Neuburlage-Gehlenberg-Hilkenbrook | Emsland-Nord |                             |
| St. Johannes der Täufer in Hilkenbrook             | St. Johannes der Täufer                  | Hilkenbrook                | Esterwegen-Breddenberg-Bockhorst/Neuburlage-Gehlenberg-Hilkenbrook | Emsland-Nord |                             |
|                                                    | St. Laurentius                           | Oberlangen                 | BoJe-Verbund                                                       | Emsland-Nord |                             |
|                                                    | St. Johannes                             | Niederlangen               | BoJe-Verbund                                                       | Emsland-Nord | Außenstation St. Laurentius |
|                                                    | St. Michael                              | Sustrum-Neusustrum         | BoJe-Verbund                                                       | Emsland-Nord |                             |
| St. Nikolaus in Sustrum                            | St. Nikolaus                             | Sustrum                    | BoJe-Verbund                                                       | Emsland-Nord |                             |
| Herz-Jesu-Kirche in Moor                           | Herz-Jesu-Kirche                         | Sustrum-Moor               | BoJe-Verbund                                                       | Emsland-Nord |                             |
|                                                    | Heilige Familie                          | Walchum-Hasselbrock        | BoJe-Verbund                                                       | Emsland-Nord |                             |
|                                                    | St. Georg                                | Kluse-Steinbild            | BoJe-Verbund                                                       | Emsland-Nord |                             |
| St. Antonius in Renkenberge                        | St. Antonius von Padua                   | Renkenberge                | Steinbild-Renkenberge-Wippingen                                    | Emsland-Nord |                             |
| St. Bartholomäus in Wippingen                      | St. Bartholomäus                         | Wippingen                  | Steinbild-Renkenberge-Wippingen                                    | Emsland-Nord |                             |
| St. Vitus in Lathen                                | St. Vitus                                | Lathen                     | Lathen                                                             | Emsland-Nord |                             |
|                                                    | Kapelle Fresenburg                       | Fresenburg                 | Lathen                                                             | Emsland-Nord | Filialkirche St. Vitus      |
|                                                    | Kapelle Haus Simeon                      | Lathen                     | Lathen                                                             | Emsland-Nord | Filialkirche St. Vitus      |
| St. Antonius in Lathen-Wahn                        | St. Antonius                             | Lathen-Wahn                | Lathen                                                             | Emsland-Nord |                             |
| St. Clemens in Holte-Lastrup                       | St. Clemens                              | Lähden-Holte-Lastrup       | Miteinander                                                        | Emsland-Nord |                             |
| St. Johannes bei der lateinischen Pforte in Ahmsen | St. Johannes bei der lateinischen Pforte | Lähden-Ahmsen              | Miteinander                                                        | Emsland-Nord | Filialkirche St. Clemens    |
|                                                    | Unbefleckte Empfängnis Mariens           | Lähden                     | Miteinander                                                        | Emsland-Nord |                             |
|                                                    | St. Antonius                             | Lähden-Vinnen              | Miteinander                                                        | Emsland-Nord |                             |
| St. Martinus in Lahn                               | St. Martinus                             | Lahn                       | Miteinander                                                        | Emsland-Nord |                             |
|                                                    | Mariä Himmelfahrt                        | Löningen-Wachtum           | Miteinander                                                        | Emsland-Nord |                             |
| St. Michael in Papenburg                           | St. Michael                              | Papenburg-Obenende         |                                                                    | Emsland-Nord |                             |
|                                                    | St. Marien                               | Papenburg-Obenende         |                                                                    | Emsland-Nord | Filialkirche St. Michael    |
|                                                    | St. Antonius                             | Papenburg                  |                                                                    | Emsland-Nord |                             |
| Heilig-Geist-Kapelle in Bokel                      | Heilig-Geist-Kapelle                     | Papenburg-Bokel            |                                                                    | Emsland-Nord | Filialkirche St. Antonius   |
|                                                    | St. Anna im Moor                         | Papenburg-Aschendorfermoor |                                                                    | Emsland-Nord | Filialkirche St. Antonius   |
|                                                    | St. Josef im Vosseberg                   | Papenburg-Vosseberg        |                                                                    | Emsland-Nord | Filialkirche St. Antonius   |
| St. Jakobus in Sögel                               | St. Jakobus                              | Sögel                      | Sögel                                                              | Emsland-Nord |                             |
| Kath. Kirche St. Bonifatius in Hüwen               | St. Bonifatius                           | Hüven                      | Sögel                                                              | Emsland-Nord |                             |
| St.-Josef-Kapelle in Eisten                        | St.-Josef-Kapelle                        | Sögel-Eisten               | Sögel                                                              | Emsland-Nord | Außenstation St. Bonifatius |
| St. Johannes der Täufer in Spahnharrenstätte       | St. Johannes der Täufer                  | Spahnharrenstätte          | Sögel                                                              | Emsland-Nord |                             |
|                                                    | St. Franziskus                           | Werpeloh                   | Sögel                                                              | Emsland-Nord |                             |
| Die Kath. Kirche Herz-Jesu in Klein Berßen         | Herz Jesu                                | Klein Berßen               | Berßen/Stavern                                                     | Emsland-Nord |                             |
|                                                    | St. Michael                              | Stavern                    | Berßen/Stavern                                                     | Emsland-Nord |                             |
| Die Kath. Kirche St. Sixtus in Werlte              | St. Sixtus                               | Werlte                     |                                                                    | Emsland-Nord |                             |
|                                                    | St.-Anna-Kapelle                         | Werlte-Bockholte           |                                                                    | Emsland-Nord | Außenstation St. Sixtus     |
|                                                    | St.-Josef-Kapelle                        | Wertle-Wieste              |                                                                    | Emsland-Nord | Außenstation St. Sixtus     |
|                                                    | St. Nikolaus                             | Vrees                      |                                                                    | Emsland-Nord |                             |
| Unbeflecktes Herz Mariens in Rastdorf              | Unbeflecktes Herz Mariens                | Rastdorf                   |                                                                    | Emsland-Nord |                             |
| Mariä Himmelfahrt in Lorup                         | Mariä Himmelfahrt                        | Lorup                      |                                                                    | Emsland-Nord |                             |

### Dekanat Emsland-Mitte
| Bild                                         | Kirche                          | Ort                  | Pfarreiengemeinschaft      | Dekanat       | Bemerkungen                        |
| -------------------------------------------- | ------------------------------- | -------------------- | -------------------------- | ------------- | ---------------------------------- |
| Christus König in Dalum                      | Christus König                  | Geeste-Dalum         | Geeste                     | Emsland-Mitte |                                    |
| St. Isidor in Osterbrock                     | St. Isidor                      | Geeste-Osterbrock    | Geeste                     | Emsland-Mitte |                                    |
| St. Antonius in Geeste                       | St. Antonius                    | Geeste               | Geeste                     | Emsland-Mitte |                                    |
| St. Nikolaus in Groß Hesepe                  | St. Nikolaus                    | Geeste-Groß Hesepe   | Geeste                     | Emsland-Mitte |                                    |
|                                              | St. Martinus                    | Haren                | Haren-Altharen-Wesuwe      | Emsland-Mitte |                                    |
|                                              | St.-Laurentius-Kapelle          | Haren-Landegge       | Haren-Altharen-Wesuwe      | Emsland-Mitte | Außenstation St. Martinus          |
|                                              | Herz-Jesu-Kirche                | Haren-Altharen       | Haren-Altharen-Wesuwe      | Emsland-Mitte |                                    |
|                                              | Schlosskapelle Dankern          | Haren                | Haren-Altharen-Wesuwe      | Emsland-Mitte | Außenstation Herz Jesu             |
| St. Clemens in Wesuwe                        | St. Clemens                     | Haren-Wesuwe         | Haren-Altharen-Wesuwe      | Emsland-Mitte |                                    |
|                                              | Kapelle Langenberg              | Haren-Langenberg     | Haren-Altharen-Wesuwe      | Emsland-Mitte |                                    |
|                                              | St. Josef                       | Haren-Emmeln         | Emmeln-Tinnen              | Emsland-Mitte |                                    |
|                                              | St. Maria Darbringung im Tempel | Haren-Tinnen         | Emmeln-Tinnen              | Emsland-Mitte |                                    |
|                                              | St. Vincentius                  | Haselünne            | Haselünne-Lehrte           | Emsland-Mitte |                                    |
|                                              | Franziskuskirche                | Haselünne-Flechum    | Haselünne-Lehrte           | Emsland-Mitte | Außenstation St. Vincentius        |
|                                              | St.-Antonius-Kirche             | Haselünne-Westerloh  | Haselünne-Lehrte           | Emsland-Mitte | Außenstation St. Vincentius        |
|                                              | St. Laurentius                  | Haselünne-Lehrte     | Haselünne-Lehrte           | Emsland-Mitte |                                    |
| St.-Antonius-Kapelle in Bückelte             | St.-Antonius-Kapelle            | Haselünne-Bückelte   | Haselünne-Lehrte           | Emsland-Mitte | Außenstation St. Laurentius        |
| St. Nikolaus in Herzlake                     | St. Nikolaus                    | Herzlake             | Herzlake/Dohren            | Emsland-Mitte |                                    |
|                                              | St.-Antonius-Kapelle            | Herzlake-Westrum     | Herzlake/Dohren            | Emsland-Mitte | Außenstation St. Nikolaus          |
| St. Bernardus in Dohren                      | St. Bernardus                   | Dohren               | Herzlake/Dohren            | Emsland-Mitte |                                    |
| St. Maximilian in Rütenbrock                 | St. Maximilian                  | Haren-Rütenbrock     | Rütenbrock                 | Emsland-Mitte |                                    |
| Kapelle Lindloh                              | Kapelle Lindloh                 | Haren-Lindloh        | Rütenbrock                 | Emsland-Mitte | Außenstation St. Maximilian        |
| Kapelle Rütenmoor                            | Kapelle Rütenmoor               | Haren-Rütenmoor      | Rütenbrock                 | Emsland-Mitte | Außenstation St. Maximilian        |
| St. Bonifatius in Altenberge                 | St. Bonifatius                  | Haren-Altenberge     | Rütenbrock                 | Emsland-Mitte |                                    |
|                                              | St. Marien                      | Haren-Erika          | Rütenbrock                 | Emsland-Mitte |                                    |
|                                              | St. Gerhard Majella             | Haren-Fehndorf       | Rütenbrock                 | Emsland-Mitte |                                    |
|                                              | Propsteikirche St. Vitus        | Meppen               | Meppen-Süd                 | Emsland-Mitte |                                    |
|                                              | St. Josef                       | Meppen-Schwefingen   | Meppen-Süd                 | Emsland-Mitte |                                    |
|                                              | St. Antonius Abt                | Meppen-Teglingen     | Meppen-Süd                 | Emsland-Mitte |                                    |
|                                              | St. Maria zum Frieden           | Meppen               | Meppen-West                | Emsland-Mitte |                                    |
|                                              | Schönstattkapelle Meppen        | Meppen               | Meppen-West                | Emsland-Mitte | Außenstation St. Maria zum Frieden |
|                                              | St. Vinzentius                  | Meppen-Groß Fullen   | Meppen-West                | Emsland-Mitte |                                    |
| St. Franz Xaver in Rühle                     | St. Franz Xaver                 | Meppen-Rühle         | Meppen-West                | Emsland-Mitte |                                    |
|                                              | St. Paulus                      | Meppen               | Meppen-Ost                 | Emsland-Mitte |                                    |
| St. Antonius in Apeldorn                     | St. Antonius von Padua          | Meppen-Apeldorn      | Meppen-Ost                 | Emsland-Mitte |                                    |
| Die Kath. Kirche St. Vitus in Meppen-Bokeloh | St. Vitus                       | Meppen-Bokeloh       | Meppen-Ost                 | Emsland-Mitte |                                    |
| St. Marien in Hemsen                         | Unbefleckte Empfängnis Mariens  | Meppen-Hemsen        | Meppen-Ost                 | Emsland-Mitte |                                    |
|                                              | St. Georg                       | Twist-Bült           | Twist                      | Emsland-Mitte |                                    |
|                                              | Marienkirche                    | Twist-Adorf          | Twist                      | Emsland-Mitte | Außenstation St. Georg             |
|                                              | St. Ansgar                      | Twist-Siedlung       | Twist                      | Emsland-Mitte |                                    |
|                                              | Heilig-Kreuz-Kirche             | Twist-Rühlermoor     | Twist                      | Emsland-Mitte |                                    |
|                                              | Marienkapelle Rühlermoor        | Twist-Rühlermoor     | Twist                      | Emsland-Mitte |                                    |
| St. Franziskus in Schöninghsdorf             | St. Franziskus                  | Twist-Schöninghsdorf | Schöninghsdorf-Hebelermeer | Emsland-Mitte |                                    |
|                                              | St. Vinzenz von Paul            | Twist-Hebelermeer    | Schöninghsdorf-Hebelermeer | Emsland-Mitte |                                    |

### Dekanat Emsland-Süd
| Bild                                    | Kirche                                | Ort                     | Pfarreiengemeinschaft                 | Dekanat     | Bemerkungen                 |
| --------------------------------------- | ------------------------------------- | ----------------------- | ------------------------------------- | ----------- | --------------------------- |
|                                         | St. Alexander                         | Bawinkel                |                                       | Emsland-Süd |                             |
| Kapelle St. Marien (Clusorth-Bramhar)   | Kapelle St. Marien                    | Lingen-Clusorth-Bramhar |                                       | Emsland-Süd | Außenstation St. Alexander  |
| St. Benedikt (Lengerich)                | St. Benedikt                          | Lengerich               |                                       | Emsland-Süd |                             |
|                                         | St. Andreas                           | Emsbüren                | Emsbüren                              | Emsland-Süd |                             |
| St. Johannes in Elbergen                | St. Johannes der Täufer – Enthauptung | Emsbüren-Elbergen       | Emsbüren                              | Emsland-Süd |                             |
| St. Marien in Listrup                   | Unbefleckte Empfängnis Mariens        | Emsbüren-Listrup        | Emsbüren                              | Emsland-Süd |                             |
| Kath. Kirche Abt St. Antonius in Engden | Abt St. Antonius                      | Engden                  | Emsbüren                              | Emsland-Süd |                             |
| St. Vitus in Freren                     | St. Vitus                             | Freren                  | Freren                                | Emsland-Süd |                             |
| St. Andreas in Andervenne               | St. Andreas                           | Andervenne              | Freren                                | Emsland-Süd |                             |
| St. Servatius in Beesten                | St. Servatius                         | Beesten                 | Freren                                | Emsland-Süd |                             |
| St. Marien in Suttrup                   | St. Marien                            | Freren-Suttrup          | Freren                                | Emsland-Süd |                             |
| St. Antonius in Messingen               | St. Antonius Abt                      | Messingen               | Freren                                | Emsland-Süd |                             |
| St. Georg in Thuine                     | St. Georg                             | Thuine                  | Freren                                | Emsland-Süd |                             |
| Herz-Jesu-Kirche in Gersten             | Herz-Jesu-Kirche                      | Gersten                 | Gersten-Langen                        | Emsland-Süd |                             |
| St. Matthias in Langen                  | St. Matthias                          | Langen                  | Gersten-Langen                        | Emsland-Süd |                             |
|                                         | Ferdinand-Kapelle                     | Langen-Grumsmühlen      | Gersten-Langen                        | Emsland-Süd | Außenstation St. Matthias   |
|                                         | Herz-Jesu-Kirche                      | Handrup                 | Handrup-Wettrup                       | Emsland-Süd |                             |
|                                         | St. Antonius                          | Wettrup                 | Handrup-Wettrup                       | Emsland-Süd |                             |
| St. Bonifatius in Lingen                | St.-Bonifatius-Kirche                 | Lingen                  | Lingen-Süd                            | Emsland-Süd |                             |
|                                         | St.-Antonius-Kapelle                  | Lingen-Estringen        | Lingen-Süd                            | Emsland-Süd | Außenstation St. Bonifatius |
| St. Alexander in Lingen-Schepsdorf      | St. Alexander                         | Lingen-Schepsdorf       | Lingen-Süd                            | Emsland-Süd |                             |
| St. Gertrudis in Lingen-Bramsche        | St. Gertrudis                         | Lingen-Bramsche         | Lingen-Süd                            | Emsland-Süd |                             |
|                                         | Christ König                          | Lingen-Darme            | Lingen-Süd                            | Emsland-Süd |                             |
|                                         | St.-Josef-Kirche                      | Lingen-Laxten           | Laxten-Baccum-Brögbern                | Emsland-Süd |                             |
|                                         | Christophoruskapelle                  | Lingen                  | Laxten-Baccum-Brögbern                | Emsland-Süd | Außenstation St. Josef      |
| St. Antonius in Baccum                  | St. Antonius Abt                      | Lingen-Baccum           | Laxten-Baccum-Brögbern                | Emsland-Süd |                             |
| St. Marien in Lingen-Brögbern           | St. Marien                            | Lingen-Brögbern         | Laxten-Baccum-Brögbern                | Emsland-Süd |                             |
|                                         | Maria Königin                         | Lingen                  | Maria Königin Lingen/St. Marien Biene | Emsland-Süd |                             |
| St. Marien in Biene                     | St. Marien                            | Lingen-Biene            | Maria Königin Lingen/St. Marien Biene | Emsland-Süd |                             |
| St. Cyriakus in Salzbergen              | St. Cyriakus                          | Salzbergen              | Salzbergen/Holsten                    | Emsland-Süd |                             |
|                                         | Unbeflecktes Herz Mariens             | Salzbergen-Holsten      | Salzbergen/Holsten                    | Emsland-Süd |                             |
|                                         | St. Johannes der Täufer               | Spelle                  | Spelle-Venhaus-Lünne-Schapen          | Emsland-Süd |                             |
|                                         | St. Vitus                             | Spelle-Venhaus          | Spelle-Venhaus-Lünne-Schapen          | Emsland-Süd |                             |
| St. Vitus in Lünne                      | St. Vitus                             | Lünne                   | Spelle-Venhaus-Lünne-Schapen          | Emsland-Süd |                             |
|                                         | St. Ludgerus                          | Schapen                 | Spelle-Venhaus-Lünne-Schapen          | Emsland-Süd |                             |

### Dekanat Osnabrück-Nord
| Bild                                             | Kirche                                | Ort                         | Pfarreiengemeinschaft                           | Dekanat        | Bemerkungen                          |
| ------------------------------------------------ | ------------------------------------- | --------------------------- | ----------------------------------------------- | -------------- | ------------------------------------ |
|                                                  | St. Nikolaus                          | Ankum                       | Ankum-Eggermühlen-Kettenkamp                    | Osnabrück-Nord |                                      |
| Mariä Himmelfahrt in Eggermühlen                 | Mariä Himmelfahrt                     | Eggermühlen                 | Ankum-Eggermühlen-Kettenkamp                    | Osnabrück-Nord |                                      |
| Herz-Jesu-Kirche in Kettenkamp                   | Herz-Jesu-Kirche                      | Kettenkamp                  | Ankum-Eggermühlen-Kettenkamp                    | Osnabrück-Nord |                                      |
|                                                  | St. Dionysius                         | Belm                        | Belm                                            | Osnabrück-Nord |                                      |
| St. Josef in Belm                                | St. Josef                             | Belm                        | Belm                                            | Osnabrück-Nord |                                      |
| Schmerzhafte Mutter in Icker                     | Schmerzhafte Mutter                   | Belm-Icker                  | Belm                                            | Osnabrück-Nord |                                      |
|                                                  | St. Vincentius                        | Bersenbrück                 | Hasegrund                                       | Osnabrück-Nord |                                      |
|                                                  | St. Johannis                          | Alfhausen                   | Hasegrund                                       | Osnabrück-Nord |                                      |
| St. Johannes der Täufer in Rieste                | St. Johannes der Täufer               | Rieste-Lage                 | Hasegrund                                       | Osnabrück-Nord |                                      |
| St. Maria in Bieste                              | St. Maria                             | Rieste-Bieste               | Hasegrund                                       | Osnabrück-Nord | Außenstation St. Johannes der Täufer |
|                                                  | St. Paulus Apostel                    | Neuenkirchen-Vörden         | Hasegrund                                       | Osnabrück-Nord |                                      |
| St. Johann in Bohmte                             | St. Johannes der Täufer – Enthauptung | Bohmte                      | Bohmte/Lemförde                                 | Osnabrück-Nord |                                      |
| Zu den heiligen Engeln in Lemförde               | Zu den heiligen Engeln                | Lemförde                    | Bohmte/Lemförde                                 | Osnabrück-Nord |                                      |
| Dreifaltigkeitskirche in Hunteburg               | Heilige Dreifaltigkeit                | Bohmte-Hunteburg            |                                                 | Osnabrück-Nord |                                      |
| St. Martinus in Bramsche                         | St. Martinus                          | Bramsche                    |                                                 | Osnabrück-Nord |                                      |
| Heilig-Geist-Kirche in Bramsche-Gartenstadt      | Heilig-Geist-Kirche                   | Bramsche-Gartenstadt        | Heilig Geist & St. Johannes Ev.                 | Osnabrück-Nord |                                      |
|                                                  | St. Johannes Evangelist               | Bramsche-Malgarten          | Heilig Geist & St. Johannes Ev.                 | Osnabrück-Nord |                                      |
| Schloss Fürstenau mit St. Katharina in Fürstenau | St. Katharina                         | Fürstenau                   | Fürstenau-Berge-Grafeld-Hollenstede-Schwagstorf | Osnabrück-Nord | im Schloss Fürstenau                 |
| Kapelle am Sellberg in Fürstenau                 | Kapelle am Sellberg                   | Fürstenau-Sellberg          | Fürstenau-Berge-Grafeld-Hollenstede-Schwagstorf | Osnabrück-Nord | Außenstation St. Katharina           |
| St. Servatius in Berge                           | St. Servatius                         | Berge                       | Fürstenau-Berge-Grafeld-Hollenstede-Schwagstorf | Osnabrück-Nord |                                      |
| Herz-Jesu-Kirche in Grafeld                      | Herz-Jesu-Kirche                      | Berge-Grafeld               | Fürstenau-Berge-Grafeld-Hollenstede-Schwagstorf | Osnabrück-Nord |                                      |
| St. Maria Rosenkranz in Hollenstede              | St. Maria Rosenkranz                  | Fürstenau-Hollenstede       | Fürstenau-Berge-Grafeld-Hollenstede-Schwagstorf | Osnabrück-Nord |                                      |
| St. Bartholomäus in Schwagstorf                  | St. Bartholomäus                      | Fürstenau-Schwagstorf       | Fürstenau-Berge-Grafeld-Hollenstede-Schwagstorf | Osnabrück-Nord |                                      |
| St. Laurentius in Neuenkirchen                   | St. Laurentius                        | Neuenkirchen                |                                                 | Osnabrück-Nord |                                      |
| Marienkapelle Rothertshausen                     | Marienkapelle Rothertshausen          | Neuenkirchen-Rothertshausen |                                                 | Osnabrück-Nord | Außenstation St. Laurentius          |
| St. Lambertus in Merzen                          | St. Lambertus                         | Merzen                      | Merzen-Voltlage                                 | Osnabrück-Nord |                                      |
| Kapelle St. Clemens Schlichthorst                | Kapelle St. Clemens Schlichthorst     | Merzen-Schlichthorst        | Merzen-Voltlage                                 | Osnabrück-Nord | Außenstation St. Lambertus           |
| St. Katharina in Voltlage                        | St. Katharina                         | Voltlage                    | Merzen-Voltlage                                 | Osnabrück-Nord |                                      |
|                                                  | St. Lambertus                         | Ostercappeln                | Ostercappeln                                    | Osnabrück-Nord |                                      |
| St. Marien in Bad Essen                          | Mariä Himmelfahrt                     | Bad Essen                   | Ostercappeln                                    | Osnabrück-Nord |                                      |
| St. Marien in Ostercappeln-Schwagstorf           | Mariä Himmelfahrt                     | Ostercappeln-Schwagstorf    | Ostercappeln                                    | Osnabrück-Nord |                                      |
|                                                  | Unbefleckte Empfängnis Mariens        | Quakenbrück                 | Quakenbrück-Hengelage-Badbergen-Nortrup         | Osnabrück-Nord |                                      |
|                                                  | Unbefleckte Empfängnis Mariens        | Badbergen                   | Quakenbrück-Hengelage-Badbergen-Nortrup         | Osnabrück-Nord |                                      |
|                                                  | St. Paulus                            | Quakenbrück-Hengelage       | Quakenbrück-Hengelage-Badbergen-Nortrup         | Osnabrück-Nord |                                      |
| St. Aloysius in Nortrup                          | St. Aloysius                          | Nortrup                     | Quakenbrück-Hengelage-Badbergen-Nortrup         | Osnabrück-Nord |                                      |
|                                                  | St. Alexander                         | Wallenhorst                 |                                                 | Osnabrück-Nord |                                      |
|                                                  | St. Alexander (alt)                   | Wallenhorst                 |                                                 | Osnabrück-Nord | Außenstation St. Alexander           |
| St. Josef in Hollage                             | St. Josef                             | Wallenhorst-Hollage         |                                                 | Osnabrück-Nord |                                      |
|                                                  | St. Johannes Apostel und Evangelist   | Wallenhorst-Rulle           |                                                 | Osnabrück-Nord |                                      |

### Dekanat Osnabrück-Stadt
| Bild                                           | Kirche                     | Ort                    | Pfarreiengemeinschaft                              | Dekanat         | Bemerkungen                   |
| ---------------------------------------------- | -------------------------- | ---------------------- | -------------------------------------------------- | --------------- | ----------------------------- |
|                                                | Dom St. Petrus             | Osnabrück-Innenstadt   |                                                    | Osnabrück-Stadt |                               |
| Herz-Jesu-Kirche in Osnabrück                  | Herz-Jesu-Kirche           | Osnabrück-Innenstadt   |                                                    | Osnabrück-Stadt | Gemeindekirche Dom St. Petrus |
| St. Barbara in Osnabrück                       | St. Barbara                | Osnabrück-Westerberg   |                                                    | Osnabrück-Stadt | Gemeindekirche Dom St. Petrus |
|                                                | Gertrudenkirche            | Osnabrück-Sonnenhügel  |                                                    | Osnabrück-Stadt | Außenstation Dom St. Petrus   |
| Liebfrauenkirche in Osnabrück-Eversburg        | Liebfrauenkirche           | Osnabrück-Eversburg    | Liebfrauen – St. Matthias                          | Osnabrück-Stadt |                               |
| Burgkapelle Maria Trost in Osnabrück-Eversburg | Burgkapelle Maria Trost    | Osnabrück-Eversburg    | Liebfrauen – St. Matthias                          | Osnabrück-Stadt | Außenstation Liebfrauen       |
|                                                | Kapelle Gut Leye           | Osnabrück-Atter        | Liebfrauen – St. Matthias                          | Osnabrück-Stadt | Außenstation Liebfrauen       |
| St. Matthias in Osnabrück-Pye                  | St. Matthias               | Osnabrück-Pye          | Liebfrauen – St. Matthias                          | Osnabrück-Stadt |                               |
| Christus-König-Kirche in Osnabrück-Haste       | Christus-König-Kirche      | Osnabrück-Haste        | Christus-König – St. Franziskus                    | Osnabrück-Stadt | [ 1 ]                         |
|                                                | St. Franziskus             | Osnabrück-Dodesheide   | Christus-König – St. Franziskus                    | Osnabrück-Stadt | [ 1 ]                         |
| Heilig-Geist-Kirche in Osnabrück               | Heilig-Geist-Kirche        | Osnabrück-Sonnenhügel  |                                                    | Osnabrück-Stadt | [ 1 ]                         |
|                                                | St. Elisabeth              | Osnabrück-Weststadt    | St. Elisabeth – St. Josef – St. Wiho               | Osnabrück-Stadt |                               |
|                                                | St. Josef                  | Hasbergen              | St. Elisabeth – St. Josef – St. Wiho               | Osnabrück-Stadt |                               |
|                                                | St. Wiho                   | Osnabrück-Hellern      | St. Elisabeth – St. Josef – St. Wiho               | Osnabrück-Stadt |                               |
| Heilig-Kreuz-Kirche in Osnabrück-Schinkel      | Heilig-Kreuz-Kirche        | Osnabrück-Schinkel     | Osnabrück-Schinkel                                 | Osnabrück-Stadt |                               |
| Rosenkranzkirche in Osnabrück-Schinkel-Ost     | St. Maria Rosenkranz       | Osnabrück-Schinkel-Ost | Osnabrück-Schinkel                                 | Osnabrück-Stadt |                               |
| St. Bonifatius in Osnabrück-Widukindland       | St. Bonifatius             | Osnabrück-Widukindland | Osnabrück-Schinkel                                 | Osnabrück-Stadt |                               |
|                                                | St. Johann                 | Osnabrück-Innenstadt   | St. Johann – St. Pius – Maria Königin des Friedens | Osnabrück-Stadt |                               |
| St. Pius in Osnabrück-Kalkhügel                | St. Pius                   | Osnabrück-Kalkhügel    | St. Johann – St. Pius – Maria Königin des Friedens | Osnabrück-Stadt |                               |
|                                                | Maria Königin des Friedens | Osnabrück-Sutthausen   | St. Johann – St. Pius – Maria Königin des Friedens | Osnabrück-Stadt |                               |
| St. Joseph in Osnabrück-Schölerberg            | St. Joseph                 | Osnabrück-Schölerberg  | Osnabrück-Süd                                      | Osnabrück-Stadt |                               |
| St. Ansgar in Osnabrück-Nahne                  | St. Ansgar                 | Osnabrück-Nahne        | Osnabrück-Süd                                      | Osnabrück-Stadt |                               |
| Heilige Familie in Osnabrück-Schölerberg       | Heilige Familie            | Osnabrück-Schölerberg  | Osnabrück-Süd                                      | Osnabrück-Stadt |                               |
|                                                | Maria-Hilfe der Christen   | Osnabrück-Lüstringen   | Maria-Hilfe der Christen – St. Antonius            | Osnabrück-Stadt |                               |
|                                                | St. Antonius               | Osnabrück-Voxtrup      | Maria-Hilfe der Christen – St. Antonius            | Osnabrück-Stadt |                               |

### Dekanat Osnabrück-Süd
| Bild                                    | Kirche                             | Ort                                   | Pfarreiengemeinschaft     | Dekanat       | Bemerkungen                |
| --------------------------------------- | ---------------------------------- | ------------------------------------- | ------------------------- | ------------- | -------------------------- |
|                                         | St. Jakobus der Ältere             | Bad Iburg-Glane                       | Bad Iburg                 | Osnabrück-Süd |                            |
| St. Clemens in Bad Iburg                | St. Clemens                        | Bad Iburg                             | Bad Iburg                 | Osnabrück-Süd |                            |
|                                         | St. Nikolaus                       | Bad Iburg                             | Bad Iburg                 | Osnabrück-Süd | Außenstation St. Clemens   |
|                                         | Mariä Geburt                       | Bad Laer                              | Bad Laer                  | Osnabrück-Süd |                            |
|                                         | St. Antonius Abt                   | Bad Laer-Remsede                      | Bad Laer                  | Osnabrück-Süd |                            |
|                                         | St. Peter und Paul                 | Georgsmarienhütte-Oesede              | Georgsmarienhütte-Ost     | Osnabrück-Süd |                            |
|                                         | Maria Frieden                      | Georgsmarienhütte-Harderberg          | Georgsmarienhütte-Ost     | Osnabrück-Süd |                            |
| Heilig-Geist-Kirche in Oesede           | Heilig-Geist-Kirche                | Georgsmarienhütte-Oesede              | Georgsmarienhütte-Ost     | Osnabrück-Süd |                            |
|                                         | St. Johann/St. Marien              | Georgsmarienhütte-Kloster Oesede      | Georgsmarienhütte-Ost     | Osnabrück-Süd |                            |
|                                         | St. Antonius von Padua             | Georgsmarienhütte-Holzhausen          | Georgsmarienhütte-West    | Osnabrück-Süd |                            |
| Herz-Jesu-Kirche in Georgsmarienhütte   | Herz-Jesu-Kirche                   | Georgsmarienhütte                     | Georgsmarienhütte-West    | Osnabrück-Süd |                            |
|                                         | St. Johannis der Täufer            | Glandorf                              | Glandorf                  | Osnabrück-Süd |                            |
|                                         | Unbefleckte Empfängnis Mariens     | Glandorf-Schwege                      | Glandorf                  | Osnabrück-Süd |                            |
|                                         | St. Martinus                       | Hagen am Teutoburger Wald             |                           | Osnabrück-Süd |                            |
| Mariä Himmelfahrt in Gellenbeck         | Mariä Himmelfahrt                  | Hagen am Teutoburger Wald-Gellenbeck  |                           | Osnabrück-Süd |                            |
|                                         | St. Pankratius                     | Hilter am Teutoburger Wald-Borgloh    | Borgloh/Wellendorf        | Osnabrück-Süd |                            |
|                                         | St. Barbara                        | Hilter am Teutoburger Wald-Wellendorf | Borgloh/Wellendorf        | Osnabrück-Süd |                            |
| St. Josef in Hilter                     | St. Josef                          | Hilter am Teutoburger Wald            | ATW                       | Osnabrück-Süd |                            |
| St. Elisabeth in Bad Rothenfelde        | St. Elisabeth                      | Bad Rothenfelde                       | ATW                       | Osnabrück-Süd |                            |
|                                         | St. Ansgar                         | Dissen am Teutoburger Wald            | ATW                       | Osnabrück-Süd | Außenstation St. Elisabeth |
|                                         | St. Dionysius                      | Bissendorf                            | St. Dionysius – Herz Jesu | Osnabrück-Süd |                            |
|                                         | Herz-Jesu-Kirche                   | Bissendorf-Wissingen                  | St. Dionysius – Herz Jesu | Osnabrück-Süd |                            |
|                                         | St. Petrus                         | Melle-Gesmold                         | Gesmold-Schledehausen     | Osnabrück-Süd |                            |
|                                         | St. Laurentius                     | Bissendorf-Schledehausen              | Gesmold-Schledehausen     | Osnabrück-Süd |                            |
| St. Matthäus in Melle-Buer-Sondermühlen | St. Matthäus                       | Melle                                 | Melle-Buer-Sondermühlen   | Osnabrück-Süd |                            |
|                                         | Maria von der immerwährenden Hilfe | Melle-Buer                            | Melle-Buer-Sondermühlen   | Osnabrück-Süd |                            |
|                                         | Unbefleckte Empfängnis Mariens     | Melle-Sondermühlen                    | Melle-Buer-Sondermühlen   | Osnabrück-Süd |                            |
|                                         | St. Johannes der Täufer            | Melle-Riemsloh                        | Riemsloh-St. Annen        | Osnabrück-Süd |                            |
| St. Anna in Schiplage-St. Annen         | St. Anna                           | Melle-St. Annen                       | Riemsloh-St. Annen        | Osnabrück-Süd |                            |
|                                         | St. Bartholomäus                   | Melle-Wellingholzhausen               |                           | Osnabrück-Süd |                            |

### Dekanat Ostfriesland
| Bild                         | Kirche                       | Ort                                 | Pfarreiengemeinschaft            | Dekanat      | Bemerkungen                                  |
| ---------------------------- | ---------------------------- | ----------------------------------- | -------------------------------- | ------------ | -------------------------------------------- |
|                              | St. Ludgerus                 | Aurich                              | Aurich/Sande/Wiesmoor/Wittmund   | Ostfriesland |                                              |
|                              | St. Joseph                   | Sande-Neustadtgödens                | Aurich/Sande/Wiesmoor/Wittmund   | Ostfriesland |                                              |
|                              | Maria Hilfe der Christen     | Wiesmoor                            | Aurich/Sande/Wiesmoor/Wittmund   | Ostfriesland |                                              |
| St. Bonifatius in Wittmund   | St. Bonifatius               | Wittmund                            | Aurich/Sande/Wiesmoor/Wittmund   | Ostfriesland |                                              |
|                              | St. Ludgerus                 | Norden                              | Norden                           | Ostfriesland |                                              |
|                              | St. Nikolaus                 | Baltrum                             | Norden                           | Ostfriesland | Außenstation St. Ludgerus Norden             |
| St. Wiho in Hage             | St. Wiho                     | Hage                                | Norden                           | Ostfriesland | Außenstation St. Ludgerus Norden             |
| St. Willehad in Esens        | St. Willehad                 | Esens                               | Norden                           | Ostfriesland |                                              |
|                              | St. Peter                    | Spiekeroog                          | Norden                           | Ostfriesland | Außenstation St. Willehad                    |
|                              | Zu den heiligen Schutzengeln | Juist                               | Norden                           | Ostfriesland |                                              |
|                              | St. Nikolaus                 | Langeoog                            | Norden                           | Ostfriesland |                                              |
|                              | St. Ludgerus                 | Norderney                           | Norden                           | Ostfriesland |                                              |
|                              | Stella Maris                 | Norderney                           | Norden                           | Ostfriesland | Außenstation St. Ludgerus Norderney          |
| St. Michael in Leer          | St. Michael                  | Leer                                | Leer-Oldersum-Weener             | Ostfriesland |                                              |
|                              | Mariä Himmelfahrt            | Moormerland-Oldersum                | Leer-Oldersum-Weener             | Ostfriesland |                                              |
|                              | St. Joseph                   | Weener                              | Leer-Oldersum-Weener             | Ostfriesland |                                              |
| St. Marien in Loga           | Maria Königin                | Leer-Loga                           |                                  | Ostfriesland |                                              |
|                              | St. Bonifatius               | Rhauderfehn-Westrhauderfehn         | Westrhauderfehn-Westoverledingen | Ostfriesland |                                              |
|                              | St. Bernhard                 | Westoverledingen-Flachsmeer         | Westrhauderfehn-Westoverledingen | Ostfriesland |                                              |
|                              | Kapelle St. Franziskus       | Westoverledingen-Ihrhove            | Westrhauderfehn-Westoverledingen | Ostfriesland | Außenstation St. Bernhard                    |
|                              | Kapelle St. Bonifatius       | Westoverledingen-Völlenerkönigsfehn | Westrhauderfehn-Westoverledingen | Ostfriesland | Außenstation St. Bernhard                    |
| St. Michael in Emden         | St. Michael                  | Emden                               |                                  | Ostfriesland | Pfarrkirche Christ König                     |
| St. Walburga in Emden        | St. Walburga                 | Emden                               |                                  | Ostfriesland | Gemeindekirche Christ König, 2025 profaniert |
| St. Hedwig in Pewsum         | Kapelle St. Hedwig           | Krummhörn-Pewsum                    |                                  | Ostfriesland | Außenstation Christ König, 2023 profaniert   |
| Maria Meeresstern auf Borkum | Maria Meeresstern            | Borkum                              |                                  | Ostfriesland |                                              |

### Dekanat Twistringen
| Bild                                              | Kirche                         | Ort                       | Pfarreiengemeinschaft   | Dekanat     | Bemerkungen                      |
| ------------------------------------------------- | ------------------------------ | ------------------------- | ----------------------- | ----------- | -------------------------------- |
|                                                   | Christus König                 | Diepholz                  | Diepholz-Barnstorf      | Twistringen |                                  |
| St. Barbara in Barnstorf                          | St. Barbara                    | Barnstorf                 | Diepholz-Barnstorf      | Twistringen |                                  |
| Mariä Heimsuchung in Sulingen                     | Mariä Heimsuchung              | Sulingen                  |                         | Twistringen |                                  |
| St. Paulus in Syke                                | St. Paulus                     | Syke                      | Syke                    | Twistringen |                                  |
|                                                   | Heilig-Geist-Kirche            | Stuhr-Brinkum             | Syke                    | Twistringen |                                  |
|                                                   | Heilige Familie                | Weyhe                     | Syke                    | Twistringen |                                  |
|                                                   | St. Michael                    | Hoya                      | Hoya/Bruchhausen-Vilsen | Twistringen |                                  |
| Maria, Königin des Friedens in Bruchhausen-Vilsen | Maria, Königin des Friedens    | Bruchhausen-Vilsen        | Hoya/Bruchhausen-Vilsen | Twistringen |                                  |
| St. Anna in Twistringen                           | St. Anna                       | Twistringen               | Twistringen             | Twistringen |                                  |
|                                                   | St. Ansgar                     | Bassum                    | Twistringen             | Twistringen |                                  |
| Christ-König in Harpstedt                         | Christus König                 | Harpstedt                 | Twistringen             | Twistringen |                                  |
| Unbefleckte Empfängnis Mariens in Altenmarhorst   | Unbefleckte Empfängnis Mariens | Twistringen-Altenmarhorst | Twistringen             | Twistringen |                                  |
|                                                   | St. Georg                      | Stolzenau                 |                         | Twistringen | Pfarrkirche St. Christophorus    |
|                                                   | St. Marien                     | Steyerberg                |                         | Twistringen | Gemeindekirche St. Christophorus |
|                                                   | St. Stephanus                  | Liebenau                  |                         | Twistringen | Gemeindekirche St. Christophorus |
|                                                   | St. Ursula                     | Uchte                     |                         | Twistringen | Gemeindekirche St. Christophorus |